# Rietschijfzwammetje
Het rietschijfzwammetje (Calycina scolochloae) is een schimmel behorend tot de familie Pezizellaceae. Het leeft saprotroof al of in groepen van rottende of vochtige stengels van riet (Phragmites). Vruchtlichamen komen met name voor in juli t/m oktober.

## Kenmerken
De apothecia zijn geel en zijn gehecht aan een zwart sibiculum / hyphomycete. 
De asci zijn 8 sporig, biseriaat, hebben een J- kleurreactie en meten 62-84 × 7 µm. De ascosporen zijn spoelvormig, hyaliene, 10-22 × 2,5-4 µm cellig, (enigszins versmald bij septa). De parafysen zijn bruinachtig, met brede basis, taps toelopend naar de punt, bevatten verschillende grote oliedruppeltjes, gesepteerd, 19–27 × 2,7–5,3 µm in het breedste deel.

## Verspreiding
Het rietschijfzwammetje is een Europese soort. In Nederland komt het vrij zeldzaam voor.